# Municipio de Glencoe (condado de Butler)
El municipio de Glencoe (en inglés: Glencoe Township) es un municipio ubicado en el condado de Butler en el estado estadounidense de Kansas. En el año 2010 tenía una población de 202 habitantes y una densidad poblacional de 1,25 personas por km².

## Geografía
El municipio de Glencoe se encuentra ubicado en las coordenadas 37°41′34″N 96°36′53″O / 37.69278, -96.61472. Según la Oficina del Censo de los Estados Unidos, el municipio tiene una superficie total de 162.15 km², de la cual 161,41 km² corresponden a tierra firme y (0,45 %) 0,73 km² es agua.

## Demografía
Según el censo de 2010, había 202 personas residiendo en el municipio de Glencoe. La densidad de población era de 1,25 hab./km². De los 202 habitantes, el municipio de Glencoe estaba compuesto por el 95,54 % blancos, el 0,5 % eran afroamericanos, el 1,98 % eran amerindios y el 1,98 % eran de una mezcla de razas. Del total de la población el 4,46 % eran hispanos o latinos de cualquier raza.